# アモス・ギタイ
アモス・ギタイ (ヘブライ語: עמוס גיתאי、英語: Amos Gitai、1950年10月11日 - ) は、イスラエルのハイファ生まれの映画監督。中東を舞台にしたドキュメンタリーや長編映画を制作している。

## 略歴
1950年、建築家ムニオ・ワインローブ・ギタイの下に生まれる。イスラエル工科大学で父と同じく建築学を学び、建築に材をとった実験的な作品を8ミリで撮り始める。米国に留学し、カリフォルニア大学バークレー校で建築の博士号を取得。
1973年の第四次中東戦争でヘリコプターでの負傷兵救護チームの一員として従軍し、建築の勉強を中断。従軍中に8ミリでの撮影も行う。
1977年からイスラエル国営テレビで20本ほどのドキュメンタリー作品を制作する。1979年の『Home』はベルリン国際映画祭、ロッテルダム国際映画祭で上映されたが、国内のテレビ局には上映を拒否された。レバノン内戦を描いた1982年の『フィールド・ダイアリー』も放映禁止になり、パリに移る。
その後10年間はヨーロッパを拠点とする。1985年の『エステル』、1989年の『ベルリン・エルサレム』、1992年の『ゴーレム、さまよえる魂』は亡命三部作と呼ばれている。1993年にオスロ合意が結ばれたことにより、再びハイファに戻る。
帰国後、1993年にドキュメンタリー映画『戦争の記憶』Kippur: War Memoriesを制作。従軍中にシリアのミサイルによりヘリコプターがゴラン高原に墜落した実体験が基になっている。この作品が2000年の長編映画『キプールの記憶』に繋がる。

## エピソード
これまでカンヌ国際映画祭のコンペティション部門に『カドッシュ』『キプールの記憶』『ケドマ 戦禍の起源』『フリー・ゾーン 〜明日が見える場所〜』の4作品が、ヴェネツィア国際映画祭のコンペティション部門に『エデン』『アリラ』『プロミスト・ランド』『アナ・アラビア』の4作品が選出され、欧州で評価が高い。『フリー・ゾーン 〜明日が見える場所〜』でハンナ・ラズロがカンヌ国際映画祭女優賞を受賞した。
日本で劇場公開された長編は『キプールの記憶』のみである。その他の作品は、東京国際映画祭・東京フィルメックスなどの映画祭で上映されたり、アテネフランセ (東京) や東京日仏学院 (現 アンスティチュ・フランセ東京) などで特集上映されている。
特に東京フィルメックスでは第一回から上映され、以降毎年のように新作が発表され、常連監督となっている。2009年の第10回東京フィルメックスでの来日時には村上春樹の「壁と卵」スピーチにも言及した。
40年余りのキャリアで80以上の賞を受賞している。2008年にはロカルノ国際映画祭から名誉豹賞を授与された。
父はバウハウス出身でミース・ファン・デル・ローエとの共同プロジェクトも多い、著名な建築家ムニオ・ワインローブ・ギタイ。ポーランド出身で18歳の時にドイツに行き、1933年にバウハウスが閉鎖されるとナチに捕えられ、友人たちの助けでバーゼルに逃れ、ハイファへ移住した。2012年の『父へのララバイ』は膨大な資料から父の個人史をさかのぼった作品である。
一部のイスラエルの批評家からは、彼の作品はしばしば現実を単純化しており、そのため欧州の人気は高いが国内ではあまり評価されていないという指摘もある。

## 主な作品
- 家 Bayit (1980)
- ラシュミア谷の人々―この20年 Wadi (1981)
- フィールド・ダイアリー Yoman Sadeh / Field Diary (1982)
- パイナップル Ananas (1984)
- エステル Esther (1985)
- ブランド・ニュー・デイ Brand New Day (1987)
- ベルリン・エルサレム Berlin-Yerushalaim (1989)
- ゴーレム、さまよえる魂 Golem, l'esprit de l'exil (1992)
- ウッパールの谷で In the Valley of Wupper (1993)
- 戦争の記憶 Kippur : War Memories (1994)
- メモランダム Zihron Devarim (1996)
- 殺人のアリーナ Zirat Ha'Rezach / The Arena of Murder (1996)
- オレンジ Tapuz / Orange (1998) - 58分/ビデオ作品
- エルサレムの家 A House in Jerusalem (1998）
- ヨム・ヨム Yom Yom (1998)
- カドッシュ Kaddosh (1999)
- キプールの記憶 Kippur (2000) - DVD邦題『キプール 勝者なき戦場』
- ラシュミア谷の人々―この二十年 Wadi Grand Canyon 1981-1991-2001 (2001)
- エデン  Eden  (2001)
- ケドマ 戦禍の起源 Kedma (2002)
- 11'09''01/セプテンバー11 11'09'01 - September 11 (2002) - 11人の監督による短編オムニバス
- アリラ Alila (2003)
- プロミスト・ランド Promised Land (2004)
- フリー・ゾーン 〜明日が見える場所〜 Free Zone (2005)
- 家からの報せ、故郷からの報せ News from Home/News from House (2005)
- ハイファの悪霊（ディブク） Le Dibbouk de Haifa (2007) - 30人以上の監督によるオムニバス映画『それぞれのシネマ』 Chacun son cinéma (2007) より
- 撤退 Disengagement (2007)
- ウェルカム・トゥ・サンパウロ Welcome to São Paulo (2007) - 18人の監督による17話のオムニバス・ドキュメンタリー
- いつか分かるだろう One Day You'll Understand (2008)
- カルメル Carmel (2009)
- 幻の薔薇 Roses à crédit (2010)
- 父へのララバイ Lullaby to My Father (2012)
- アナ・アラビア Ana Arabia (2013)
- ツィリ Tsili (2014)

## 関連文献
- 山形国際ドキュメンタリー映画祭1999公式Webカタログ - 監督プロフィール、『エステル』の作品紹介など
- アテネ・フランセ文化センター データベース - 監督プロフィール、各上映作品へのリンク